# Allophylus chirindensis
Allophylus chirindensis là một loài thực vật]] thuộc họ Sapindaceae. Loài này có ở Mozambique và Zimbabwe. Chúng hiện đang bị đe dọa vì mất nơi sống.